# Радиообсерватория Университета штата Огайо
Радиообсерватория Университета штата Огайо — радиотелескоп, расположенный на территории обсерватории Перкинса в Уэслианском университете Огайо в Делавэр, штат Огайо, работавший в период с 1963 по 1998 год. Более известен как телескоп Большое Ухо, обсерватория была частью проекта Университета штата Огайо «Поиск внеземного разума». Телескоп был разработан Джоном Дэниелем Краусом. Строительство Большого Уха началось в 1956 году и было завершено в 1961 году, и введено в эксплуатацию в 1963 году.

Радиотелескоп «Большое ухо» Университета штата Огайо

Главный отражатель Большого Уха, плоский отражатель, измерял, примерно, 103 метра на 33 метра, что придавало ему чувствительность, эквивалентную круглой тарелке диаметром 53 метра. Большое ухо имело несколько ориентаций: с севера на юг, рефлектор находился с севера. Отражатель, направленный на небо, являлся «большим зеркалом» для радиоволн, состоящие из проволоки. Сигнал от него отражается в параболический отражатель, который собирает сигнал в узкий пучок и отражает на два прямых рупора (в приемники сигнала). Обсерватория была разобрана в 1998 году, когда участок был приобретен у университета, и был использован для расширения поля для гольфа.
В 1977 году Большое ухо получило сигнал Wow! — сильный узкополосный сигнал, исходивший из созвездия Стрельца и носил признаки внеземного происхождения. Позже он был использован для поиска внеземной жизни.